# Retelepralia mosaica
Retelepralia mosaica är en mossdjursart som först beskrevs av James Barrie Kirkpatrick 1888.  Retelepralia mosaica ingår i släktet Retelepralia och familjen Cheiloporinidae. Inga underarter finns listade i Catalogue of Life.